# Joaquim Fernandes Tomaz Monteiro-Grillo
Joaquim Fernandes Tomaz Monteiro-Grillo (Lobito, 2 de fevereiro de 1915 - Lisboa, 24 de janeiro de 1967), mais conhecido por Tomás Kim como assinava as suas publicações, foi um professor universitário, tradutor e poeta luso-angolano. 

## Biografia
Fez os estudos primários na Cidade do Cabo e o ensino secundário em Lisboa. Estudou Engenharia em Londres, mas, regressado a Portugal, licenciou-se em Filologia Germânica pela Faculdade de Letras de Lisboa, onde foi leitor de Inglês e professor de Literatura Inglesa. Especializou-se depois nessa área em diferentes universidades do Mundo, tendo recebido formação de pós-graduação na Universidade de Oxford, Heidelberg, Bona e Göttingen.
Com Ruy Cinatti e José Blanc de Portugal, fundou e dirigiu, na sua primeira fase, Cadernos de Poesia, publicação eclética, editada em Lisboa, em 1940, e que, sob o emblema "Poesia é só uma", apresentava como objetivo "arquivar a atividade da poesia atual sem dependência de escolas ou grupos literários, estéticas ou doutrinas, fórmulas ou programas".
Colaborou também em diferentes periódicos como Atlântico, Aventura, Presença, Graal e Tempo Presente.
Destacam-se na sua obra poética: "Em Cada Dia Se Morre", "Os Quatro Cavaleiros", "Dia da Promissão" e "Exercícios Temporais".